# احمد سهیلی خوانساری
احمد سهیلی خوانساری (زادهٔ ۱۲۹۱ در تهران-درگذشتهٔ ۱۳۷۳ در تهران) پژوهشگر، کتاب‌شناس، خطاط، عتیقه‌شناس، خط‌شناس و شاعر ایرانی که چهل سال ریاست کتابخانهٔ ملک را بر عهده داشت.

## زندگی
احمد سهیلی خوانساری در سال ۱۲۹۱ در تهران به دنیا آمد. جدّ او، میرزا محمد خوانساری، در بازار حلبی‌سازها، مقابل منزل ملک‌التجار کتاب‌فروشی داشت و کتاب‌های فارسی و عربی چاپ می‌کرد. احمد سهیلی از کودکی با کتاب و مطالعه آشنا شد و پس از اتمام تحصیلات در ۱۳۱۴ به کار در کتابخانهٔ ملک مشغول شد و ضمناً در تنظیم و ثبت و فهرست برداری کتاب‌ها و نسخه‌های خطی، با حسین آقا ملک، سرپرست کتابخانهٔ ملک همکاری می‌کرد. در سال ۱۳۱۶ به سمت سرپرست کتابخانهٔ ملک انتخاب شد و چهل سال در این سمت بود. سهیلی با ادبای عصر خود مثل وحید دستگردی و محمدعلی ناصح و ادیب و شاهزاده افسر معاشرت داشت. رموز کتاب‌شناسی را از نیای خود، میرزا محمد خوانساری، آموخت. صحافی و تذهیب را از مجدالدین نصیری امینی یادگرفت. خط نستعلیق را از حسن زرین‌خط و نسخ و ثلث را از امیرالکتاب فراگرفت. برای مینیاتورسازی و سیاه‌قلم نزد علی درودی و میرزا هادی تجویدی و حسین الطافی تعلیم دید. شکستهٔ نستعلیق را خوش می‌نوشت و در خط از امیر نظام گروسی، سیاستمدار و خوشنویس قاجاری، تقلید می‌کرد. طبع شعر داشت و اشعاری از او در قالب غزل و قطعه و رباعی به سبک عراقی باقی است. در عتیقه‌شناسی و خط‌شناسی کارشناس بود و در عین حال بخش عمدهٔ وقت خود را صرف نسخه‌شناسی و تصحیح دواوین و کتاب‌های فارسی و نگارش مقاله‌های پژوهشی می‌کرد. بعد از انقلاب بیشتر در فرانسه اقامت داشت. یک سال آخر عمر خود را در تهران بود و با صندلی چرخ‌دار جابه‌جا می‌شد.

## آثار
احمد سهیلی خوانساری در زمینه‌های مختلف صاحب‌نظر بود. شعر می‌گفت. مقاله‌های پژوهشی تألیف می‌کرد. متون قدیم فارسی را تصحیح می‌کرد. خطاط بود. کارشناس خط بود؛ ولی به‌طور کلی آثار او به سه دسته تقسیم می‌شود:

### تألیفات
از سهیلی خوانساری علاوه بر مقالات پژوهشی متعدد در قلمرو تاریخ و هنر و مسائل ادبی در نشریاتی مانند راهنمای کتاب، هنر و مردم، ارمغان، وحید، گوهر و آینده آثار دیگری نیز در دست است، ازجمله:
- حصار نای کتابی در شرح احوال مسعود سعد سلمان که ابتدا به صورت سلسله مقالاتی در نشریهٔ ارمغان منتشر شد.[۵]
- محمود و ایاز که کتابی است در باب تعلق خاطر سلطان محمود غزنوی به ایاز و حکایاتی که در این باره در ادبیات کهن فارسی وجود دارد. سهیلی در این کتاب قصه‌های مربوط به محمود و ایاز را از لابه‌لای متون کهن ادبیات فارسی جمع‌آوری کرده و با زبان امروزی بازنویسی کرده است.
- کمال هنر در شرح احوال و آثار کمال‌الملک، نقاش بزرگ ایرانی، همراه با اسنادی که سهیلی خوانساری در طی بیست سال جمع‌آوری کرده است.
- امیرنظام در سفارت فرانسه و انگلستان، حاوی بخشی از مکاتبات امیرنظام گروسی، وزیر مختار و سفیر ایران در دربار فرانسه و انگلیس و آلمان و بلژیک در دوره‌های ناصری و مظفری، با میرزا سعید خان، وزیر امور خارجهٔ ایران.
- مرقع نگارستان که حاوی شرح احوال و قطعاتی از آثار میرزا غلام خوشنویس اصفهانی است.

### تصحیح متون
سهیلی خوانساری در طول شصت سال فعالیت ادبی و پژوهشی خود آثار متعددی را تصحیح کرد. از جمله این آثار است:
- آداب‌الحرب و الشجاعه، نوشتهٔ محمد بن منصور فخر مدبر، از نویسندگان اواخر قرن ششم قمری، که کتابی است در آیین پادشاهی و کشورداری، شیوه‌های نبرد و آراستن سپاه، راه‌های دستیابی به پیروزی، شناختن انواع گوناگون اسب، و نیز پند و اندرز به پادشاهان.
- ذیل عالم‌آرای عباسی، تألیف اسکندربیگ ترکمان، منشی شاه عباس صفوی، که حاوی رویدادهای بعد از مرگ شاه عباس صفوی و اوایل دورهٔ شاه صفی است. ذیل عالم‌آرای عباسی با مرگ اسکندربیگ ناتمام ماند و سهیلی خوانساری برای تکمیل آن حدیقهٔ هشتم از روضهٔ ششم خلد برین، تألیف میرزا محمدیوسف قزوینی را بر آن افزود.
- خسرونامه منسوب به فریدالدین عطار نیشابوری که بعدها شفیعی کدکنی انتساب آن را به عطار رد کرد. به عقیدهٔ شفیعی کدکنی این کتاب از شاعری است که قرن‌ها بعد از عطار می‌زیسته و تحت تأثیر اندیشه‌های ابن عربی بوده است.[۶]
- شاهنامهٔ نادری از محمدعلی طوسی معروف به فردوسی ثانی که کتابی است به سبک و سیاق شاهنامه فردوسی در ستایش جنگ‌های نادرشاه افشار.
- دیوان اشعار حکیم صفای اصفهانی، آخرین شاعر معروف قبل از انقلاب مشروطه.
- دیوان اشعار خواجوی کرمانی، شاعر ایرانی قرن هشتم هجری، معاصر حافظ شیرازی.
- دیوان خواجه حافظ شیرازی
- دیوان بابافغانی شیرازی از آخرین شاعران سبک عراقی در قرن نهم و از پیشگامان سبک هندی.
- دیوان درویش عبدالمجید طالقانی، شاعر، عارف و خوشنویس قرن دوازدهم قمری و از استادان خط نستعلیق و شکسته نستعلیق.
- گلستان هنر که کتابی است در شرح احوال خوشنویسان و نگارگران عصر صفوی، تألیف قاضی احمد قمی، منشی سام میرزا.
- دیوان اشعار میرزا ابوالحسن جلوه، فیلسوف و عارف ایرانی دورهٔ ناصرالدین شاه.
- رباعیات حکیم مهستی شاعر رباعی‌سرای قرن پنجم.

### شعر
سهیلی خوانساری از آغاز جوانی به شعر و شاعری روی آورد و به عضویت انجمن‌های «ادبی حکیم نظامی» و «ایران» و «فرهنگستان» درآمد. شعرهای او به‌طور پراکنده در نشریات منتشر می‌شد، ولی تا اواخر عمرش به صورت دیوان منتشر نشد. در سال ۱۳۶۷ گزیده‌ای از شعرهای او با عنوان افسانهٔ عمر به خط عبدالله فرادی، و با مقدمهٔ خلیل خطیب رهبر انتشار یافت.